# Аманда Олдрідж
Аманда Крістіна Елізабет Олдрідж, також відома як Аманда Айра Олдрідж (10 березня 1866 , Верхній Норвудd  — 9 березня 1956 , лікарня Кейн Гіллd, Великий Лондон ) — британська оперна співачка та викладачка, яка складала любовні пісні, сюїти, самби та легкі оркестрові п'єси під псевдонімом Монтегю Рінг.

## Життєпис
Аманда Олдрідж народилася 10 березня 1866 року в Верхньому Норвуді в Лондоні. Вона була третьою дитиною афроамериканського актора Айри Фредеріка Олдріджа та його другої дружини Аманди Брандт, яка була шведкою. У родині було дві доньки Рейчел і Лурана та два сини Айра Деніел і Айра Фредерік. Олдрідж вивчала оперний спів у Єнні Лінд та Джорджа Хеншеля в Королівському музичному коледжі в Лондоні, а гармонію та контрапункт у Фредеріка Бріджа та Френсіса Едварда Гладстона.
Після закінчення навчання Олдрідж працювала концертною співачкою, концертмейстером на фортепіано та викладачакою вокалу. Захворювання горла припинило її виступи на концертах, і вона приділила більше уваги викладанню, а також опублікувала близько тридцяти пісень у період з 1907 по 1925 роки в стилі романтичного салону, а також інструментальну музику в інших стилях. Серед її учнів були діти лондонського політично активного темношкірого середнього класу, в тому числі Емі Барбур-Джеймс, дочка Джона Барбор-Джеймса, Френк Алсіндор, син доктора Джона Алсіндора, і сестра композитора Семюела Коулриджа-Тейлора Еліс Еванс. Серед її відомих учнів були також афроамериканські виконавці Роланд Хейс, Лоуренс Бенджамін Браун, Меріан Андерсон і Поль Робсон, а також бермудсько-британський актор Ерл Кемерон . У 1930 році, піл час виступу Робсона в ролі Отелло в Вест-Енді, Олдрідж подарувала йому золоті сережки, які її батько Айра Олдрідж носив як Отелло. Олдрідж також взяла під опіку співачку Іду Шеплі і перетворила її зі співачки на акторку. У 1951 році афроамериканський щотижневий часопис «Jet» повідомив, що вона все ще дає уроки фортепіано та голосу у 86-річному віці.
Аманда Олдрідж доглядала за своєю сестрою, оперною співачкою Лураною Олдрідж, коли вона захворіла, відхиливши запрошення в 1921 році від американського соціолога Вільяма Дюбойса відвідати другий Панафриканський конгрес із запискою, яка пояснювала: «Як ви знаєте, моя сестра дуже безпорадна… Я не можу піти з дому більше ніж на кілька хвилин за раз»
У 88-річному віці Олдрідж вперше з'явилася на телебаченні в британському шоу Music For You, де Мюріел Сміт заспівала «Little Southern Love Song» Монтегю Рінга. Після нетривалої хвороби вона померла в Лондоні 9 березня 1956 року, за день до свого 90-річчя.
В осінньому випуску The Historian за 2020 рік Стівен Борн оцінив життя та кар'єру композиторки у біографічному фільмі «Удома з Амандою Айрою Олдрідж». Борн раніше написав статтю про Аманду Олдрідж для Оксфордського національного біографічного словника. У червні 2022 році Google вшанував пам'ять Олдрідж за допомогою Doodle.

## Стиль
Аманда Олдрідж завершила свою кар'єру оперної співачки, щоб складати і викладати музику після того, як ларингіт пошкодив її горло. Головним чином, вона складала романтичну салонну музику, тип популярної музики, яку виконували переважно в кімнатах середнього класу, часто співаки-аматори та піаністи. Її музика була опублікована під псевдонімом Montague Ring. Під цим ім'ям вона здобула визнання завдяки численним голосовим і фортепіанним композиціям, включаючи пісні про кохання, сюїти, самби та легкі оркестрові п'єси, у популярному стилі, який був наповнений різними жанрами.

## Праці
Вибрані наукові роботи включають:
- "An Assyrian Love Song, " words by F. G. Bowles. London: Elkin & Co., 1921.
- "Azalea, " words and music by M. Ring. London: Ascherberg, Hopwood & Crew, 1907.
- "Blue Days of June, " words by F. E. Weatherly. London: Chappell &amp; Co., 1915.
- "The Bride, " words by P. J. O'Reilly. London: Chappell & Co., 1910.
- "The Fickle Songster, " words by H. Simpson. London: Cary & Co., 1908.
- "Little Brown Messenger, " words by F. G. Bowles. London: G. Ricordi &amp; Co., 1912.
- "Little Missie Cakewalk, " words by Talbot Owen; banjo accompaniment by Clifford Essex. London: Lublin & Co., 1908.
- "Little Rose in My Hair, " words by E. Price-Evans. London: Chappell & Co., 1917.
- "Two Little Southern Songs. 1. Kentucky Love song 2. June in Kentucky, " words by F. G. Bowles. London: Chappell & Co., 1912.
- "Love's Golden Day, " words by E. Price-Evans. London: Chappell & Co., 1917.
- "Miss Magnolia Brown, " words and music by M. Ring. London: Francis, Day &amp; Hunter, 1907.
- "My Dreamy, Creamy, Coloured Girl, " words and music by M. Ring. London: Ascherberg, Hopwood & Crew, 1907.
- "My Little Corncrake Coon, " words by Talbot Owen. London: Lublin & Co., 1908.
- "Simple Wisdom, " words by H. Simpson. London: Lublin & Co., 1908.
- "A Song of Spring, " words by P. J. O'Reilly. London and New York: Boosey &amp; Co., 1909.
- "Summah is de Lovin' Time. A Summer Night, " words by P. L. Dunbar. London: Chappell & Co., 1925.
- "A Summer Love Song, " words by I. R. A. London and New York: Boosey & Co., 1907.
- Aldridge, Amanda (1913). "Three African dances". Chappell. OCLC 16395461.
- "Supplication, " words by P. J. O'Reilly. London: Leonard & Co., 1914.
- "Through the Day. Three Songs. 1. Morning 2. Noon 3. Evening, " words by P. J. O'Reilly. London and New York: Boosey & Co., 1910.
- "'Tis Morning, " words by P. L. Dunbar. London: Elkin & Co., 1925.
- "When the Coloured Lady Saunters Down the Street, " words and music by M. Ring. London: Ascherberg, Hopwood & Crew, 1907.
- "Where the Paw-Paw Grows, " words by Henry Francis Downing. London: Ascherberg, Hopwood & Crew, 1907.[16]